# Mareno di Piave
Mareno di Piave (Marén in veneto) è un comune italiano di 9 397 abitanti della provincia di Treviso in Veneto.

## Geografia fisica
Mareno di Piave si trova nell'alta pianura trevigiana, a pochi chilometri da Conegliano. Il capoluogo e le frazioni di Ramera e Soffratta sono bagnate dal Monticano. Il Piave interessa soltanto l'estremo sud del territorio comunale, al confine con Spresiano.

## Storia
Nella zona di Mareno di Piave sono stati rinvenuti alcuni reperti archeologici risalenti all'Epoca romana. Solo nel medioevo però la località inizia ad avere uno sviluppo significativo.
A Mareno di Piave passa la Via Ungaresca: essa fu un'antica arteria stradale che nel medioevo rappresentò il principale collegamento tra la Marca Trevigiana e il Friuli, toccando le attuali frazioni di Santa Maria del Piave, Bocca di Strada e Ramera, per successivamente continuare nei comuni di San Fior, Godega di Sant'Urbano, Orsago, Cordignano, Caneva e Polcenigo.
Nel 1009 nei pressi del monastero di Santa Maria del Piave fu costruita una struttura, chiamata Hospitale che serviva per accogliere i pellegrini in viaggio. Iniziano intanto i primi lavori di bonifica del territorio che continueranno per vari secoli anche dopo la famosa piena del fiume Piave avvenuta nel 1368.
Nei secoli che vanno dal XII al XIV Mareno di Piave fu dominata del più grosso paese di Conegliano e in seguito, nel 1388 entrò a far parte della Repubblica di Venezia, sotto il cui controllo rimase fino alla caduta della stessa per mano di Napoleone Bonaparte nel 1797.
L'attuale toponimo di Mareno dì Piave venne istituito con regio decreto il 10 novembre 1887.
Molti marenesi lasciarono il paese negli anni cinquanta e sessanta per emigrare in Svizzera, Germania, Francia ed Oltremare (Canada, Stati Uniti, Australia, Brasile, Argentina e Venezuela).

### Simboli
Lo stemma e il gonfalone sono stati concessi con decreto del presidente della Repubblica del 9 luglio 1975.
Il gonfalone è un drappo partito di bianco e di giallo.

## Monumenti e luoghi d'interesse

### Architetture religiose
- Chiesa dei santi Pietro e Paolo (parrocchiale di Mareno)
- Oratorio di Villa Donà dalle Rose (Mareno)
- Chiesa dei santi Lorenzo Martire e Marco Evangelista (parrocchiale di Soffratta)
- Chiesa Beata Vergine Maria di Lourdes (parrocchiale di Santa Maria)
- Chiesa antica di Ramera
- Chiesa della Madonna della Salute (parrocchiale di Bocca di Strada)
- Oratorio di Sant'Anna (Ramera)
- Cappella di San Dalmazio della Cittadella

### Ville venete
Di seguito si elencano le ville venete presenti sul territorio comunale di Mareno di Piave:
- Villa Tron, Donà dalle Rose[6] (XVII secolo)
- Villa Montalbano Balbi Valier Paoletti[7] (XVII secolo)
- Villa Lavezzari Mantese Angelina[8] (XVIII secolo)
- Villa Wiel Dall'Armellina[9] (XIX secolo)

## Società

### Evoluzione demografica
Abitanti censiti

### Etnie e minoranze straniere
Al 31 dicembre 2017 gli stranieri residenti nel comune erano 648, ovvero il 6,7% della popolazione. Di seguito sono riportati i gruppi più consistenti:
1. Albania 106
2. Romania 74
3. Marocco 68
4. Cina 63
5. Senegal 53
6. India 45
7. Ucraina 30
8. Bosnia ed Erzegovina 27
9. Kosovo 27

## Infrastrutture e trasporti

### Autostrada
Mareno di Piave è attraversato dall'Autostrada A27, il cui accesso più vicino è il casello di Conegliano, sito nel comune di San Vendemiano.

## Amministrazione
| Periodo        | Periodo        | Primo cittadino   | Partito                       | Carica  | Note          |
| -------------- | -------------- | ----------------- | ----------------------------- | ------- | ------------- |
| 1994           | 1998           | Giuseppe Facchin  | lista civica                  | Sindaco |               |
| 1998           | 2003           | Giuseppe Facchin  | lista civica                  | Sindaco |               |
| 2003           | 2008           | Eugenio Tocchet   | lista civica                  | Sindaco |               |
| 15 aprile 2008 | 2013           | Eugenio Tocchet   | Centro-destra                 | Sindaco | [ 12 ]        |
| 27 maggio 2013 | 27 maggio 2018 | Gianpietro Cattai | lista civica                  | Sindaco | [ 13 ]        |
| 12 giugno 2018 | 15 maggio 2023 | Gianpietro Cattai | lista civica                  | Sindaco | [ 14 ] [ 15 ] |
| 15 maggio 2023 | in carica      | Andrea Modolo     | lista civica Uniti per Mareno | Sindaco |               |

### Altre informazioni amministrative
La denominazione del comune fino al 1867 era Mareno.